# Sotnikowo (Burjatien)
Sotnikowo (russisch Со́тниково) ist ein Dorf (selo) in der Republik Burjatien (Russland) mit 6274 Einwohnern (Stand 14. Oktober 2010).

## Geographie
Der Ort liegt etwa 10 km Luftlinie nordwestlich der Republikhauptstadt Ulan-Ude am linken Ufer der Selenga oberhalb der Stelle, an der sich ihr Tal zum Durchschneiden des östlichen Teils des Chamar-Baban-Gebirges verengt.
Sotnikowo gehört zum Rajon Iwolginski und ist von dessen Verwaltungssitz Iwolginsk gut 20 km in nordöstlicher Richtung entfernt. Es ist Sitz der Landgemeinde Sotnikowskoje selskoje posselenije, zu der neben Sotnikowo noch das Dorf Oschurkowo gehört.

## Geschichte
Das im näheren Einzugsbereich der Großstadt Ulan-Ude gelegene Dorf begann ab den 1970er-Jahren als deren Wohnvorort zu wachsen und wurde daher am 9. November 1983 als Sitz eines eigenständigen Dorfsowjets (selsowet) aus dem Gurulbinski selsowet mit Sitz im 8 km südwestlich gelegenen Dorf Gurulba des damaligen Ust-Udenski rajon ausgegliedert. 1985 wurde der Rajon aufgelöst, und das Gebiet kam zum bereits bis 1960 existierenden, nun wiederhergestellten Iwolginski rajon. Ein intensives Wachstum des Dorfes setzte ab den 1990er-Jahren ein: die Einwohnerzahl wuchs zwischen 1989 und 2010 auf mehr als das Doppelte.

### Bevölkerungsentwicklung
| Jahr | Einwohner |
| ---- | --------- |
| 2002 | 4478      |
| 2010 | 6274      |

Anmerkung: Volkszählungsdaten

## Verkehr
Sotnikowo liegt an der Fernstraße M55, die Irkutsk mit Tschita verbindet und Teil der transkontinentalen Straßenverbindung ist. Die Transsibirische Eisenbahn führt zwar unweit des rechten, dem Dorf gegenüberliegenden Ufers der Selenga vorbei – dort gibt es auch einen Haltepunkt Sotnikowo, ist aber auf direktem Wege vom Ort nicht erreichbar, da dort keine Brücke oder andere Verbindung über den Fluss existiert, sondern erst wieder in Ulan-Ude, wo sich deshalb die nächstgelegene Bahnstation befindet.